# Карниланд
«Карниланд» — патентованное лекарственное средство безрецептурного отпуска, оказывающее седативное, спазмолитическое и кардиотоническое действие, улучшающее кровоснабжение и метаболизм миокарда. Применяется для купирования приступов стенокардии и при кардиалгиях.
По состоянию на 2009 год, слепых контролируемых рандомизированных клинических исследований, подтверждающих эффективность и безопасность препарата «Карниланд», не проводилось.
Патентообладателем лекарственного средства с 2005 года является ООО «Конваллар Фарма», занимающаяся продвижением препарата на рынок.

## Состав
«Карниланд» представляет собой облегчённый состав капель Вотчала, выпускаемый в готовой лекарственной форме (подъязычные капли), в отличие от своего предшественника, готовящегося экстемпорально.
| Действующее вещество                          | «Карниланд» | Капли Вотчала |
| --------------------------------------------- | ----------- | ------------- |
| Нитроглицерина раствор 1 %                    | 0,0217      | 0,0434        |
| Ментола раствор в ментилизовалерате (валидол) | 0,0435      | 0,0870        |
| Ландыша настойка                              | 0,2170      | 0,4348        |
| Валерианы настойка                            | 0,2170      | 0,4348        |
| Вспомогательные вещества (этанол)             | 0,5008      | —             |

## Описание
Основным действующим веществом «Карниланда» является нитроглицерин, обусловливающий как преимущества, так и недостатки препарата, в частности, соответствующие побочные эффекты: головокружение, ортостатический коллапс, «нитратная» головная боль, тахикардия, гиперемия кожи, жар, сухость во рту, тошнота, развитие толерантности.
Препарат применяют сублингвально с небольшим количеством жидкости или на кусочке сахара (держат под языком не проглатывая до полного всасывания), по 10—15 капель 3—4 раза в день. С учётом индивидуальной чувствительноси и переносимости разовая доза может составлять 5—25 капель. При развитии побочных эффектов рекомендуется уменьшить разовую дозу.